# Francis (Oklahoma)
Francis és un poble dels Estats Units a l'estat d'Oklahoma. Segons el cens del 2000 tenia 332 habitants.

## Demografia
Segons el cens del 2000, Francis tenia 332 habitants, 139 habitatges, i 97 famílies. La densitat de població era de 217,3 habitants per km².
Dels 139 habitatges en un 30,9% hi vivien nens de menys de 18 anys, en un 51,1% hi vivien parelles casades, en un 15,8% dones solteres, i en un 30,2% no eren unitats familiars. En el 28,1% dels habitatges hi vivien persones soles el 10,8% de les quals corresponia a persones de 65 anys o més que vivien soles. El nombre mitjà de persones vivint en cada habitatge era de 2,39 i el nombre mitjà de persones que vivien en cada família era de 2,89.
Per edats la població es repartia de la següent manera: un 23,5% tenia menys de 18 anys, un 8,7% entre 18 i 24, un 27,1% entre 25 i 44, un 26,5% de 45 a 60 i un 14,2% 65 anys o més.
L'edat mediana era de 40 anys. Per cada 100 dones de 18 o més anys hi havia 85,4 homes.
La renda mediana per habitatge era de 25.083 $ i la renda mediana per família de 26.094 $. Els homes tenien una renda mediana de 25.417 $ mentre que les dones 18.393 $. La renda per capita de la població era de 12.826 $. Entorn del 13,9% de les famílies i el 17,1% de la població estaven per davall del llindar de pobresa.

## Poblacions més properes
El següent diagrama mostra les poblacions més properes.